# Vela bermudiana

Vela bermudiana per un tipico armamento sloop monoscafo.

Il termine vela bermudiana, o vela Marconi, si riferisce alla tipica configurazione velica di gran parte delle moderne barche a vela. Sviluppata nelle Bermuda nel XVII secolo, il termine Marconi fu successivamente riferito all'inventore italiano Guglielmo Marconi, per la somiglianza con l'antenna della relativa radio senza fili.

## Descrizione
La velatura consiste di una vela triangolare a poppa dell'albero, con angolo di penna fissato alla parte superiore dell'albero; la sua caduta prodiera che scende lungo l'albero è normalmente inferita ad esso per la sua intera lunghezza; il suo angolo di mura fissato alla base dell'albero; la base regolata dal boma; il suo angolo di scotta fissato all'estremità del boma e controllato dalla scotta della vela.
Originariamente sviluppata per piccoli vascelli e successivamente adattata per i grandi velieri oceanici, la vela bermudiana rappresenta la randa dell'albero di maestra o la vela principale degli altri alberi di un'imbarcazione (albero di mezzana e albero di trinchetto). La vela bermudiana ha largamente rimpiazzato le più antiche vele auriche, eccetto che nei velieri di tipo schooner. Il disegno originale sviluppato nelle Bermuda si caratterizzava da una forma molto allungata, alberi inclinati, lunghi bompressi e boma, e larghe superfici veliche. Tale disegno tradizionale si vede ancora oggi solo nelle barche a vela specificamente usate per le competizioni tra i Yacht Clubs di Bermuda. In generale nel design odierno di tale tipo di velatura sono stati attenuati i caratteri più estremi. 

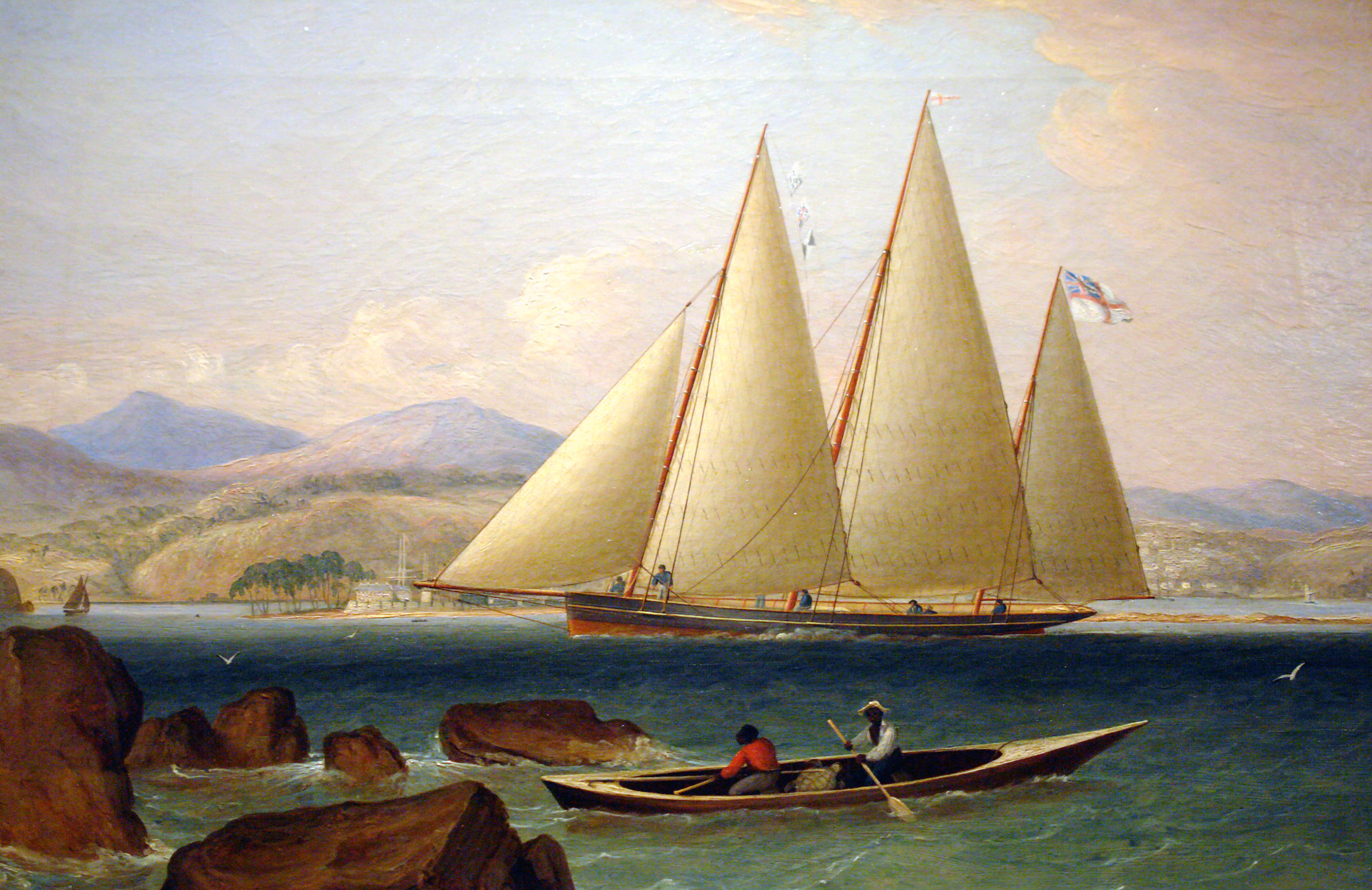
Uno sloop bermudiano della Royal Navy, con tipico design di nave bermudiana del XIX secolo.

Il piede di una vela bermudiana può essere attaccato al boma lungo la sua lunghezza, ma nelle barche più moderne è fissato solo per le sue estremità (angolo di mura e di bugna). In qualche iniziale vascello bermudiano, la randa era fissata solo all'albero e alla coperta e mancava del boma. Tale tipologia è riprodotta in due dei tre alberi del vascello Spirit of Bermuda, una recente ricostruzione di uno schooner mercantile del 1830. Gli scafi bermudiani tradizionali spesso montavano pure vele addizionali per le andature di poppa, come spinnaker e fiocchi.
Un armamento sloop con vela bermudiana e un solo fiocco è noto come sloop bermudiano o sloop Marconi. Il termine sloop bermudiano può anche riferirsi ad un particolare tipo di vascello, una piccola nave a vela, tradizionale delle Bermuda, che può o meno essere dotate di vela bermudiana.
I controlli principali di una vela bermudiana sono:
- la drizza, cima usata per issare la vela, e qualche volta per tendere la sua inferitura.
- il tesabase, cima usata per tendere il piede della vela all'estremità del boma.
- la scotta, cima usata per cazzare la vela e orientarla, tirando verso il basso ed orientando il boma.
- il vang, paranco che agisce tra un punto intermedio del boma e la base dell'albero ed è usato per tirare verso il basso il boma, specie nelle andature portanti.

## Storia

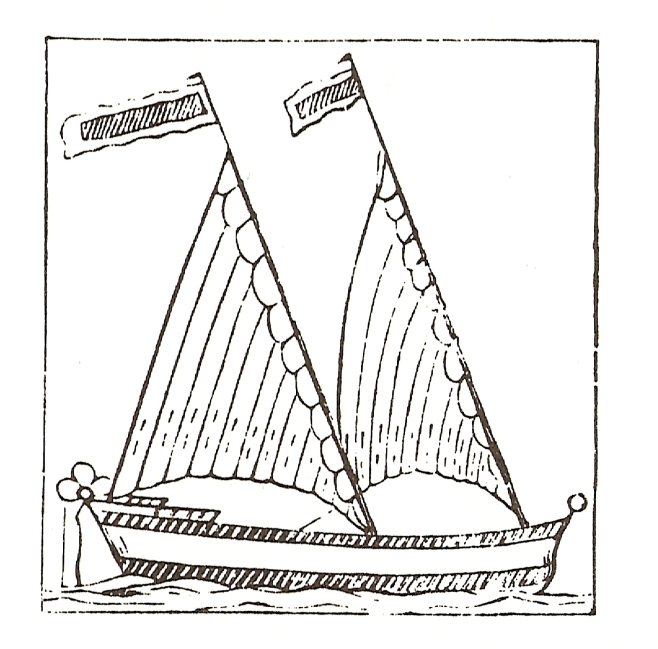
Una silografia del XVII secolo di una goletta con vela triangolare bermudiana.

La vela bermudiana si sviluppò dalla vela latina a Bermuda, durante il corso del XVII e XVIII secolo. Il suo design fu molto utile nelle ventose acque delle Bermuda per i battelli che hanno costituito il mezzo principale di trasporto nell'arcipelago fino XX secolo. Infatti, essendo la direzione principale del vento da Ovest ed essendo le isole disposte lungo tale direzione, fu di vitale importanza l'abilità di navigare di bolina risalendo il vento. Quando nelle Bermuda si sviluppo un'economia marittima, dopo la dissoluzione della inglese Compagnia delle Isole Somers (Somers Isles Company) nel 1684, la vela fu adottata da più grandi vascelli oceanici, noti come sloop Bermuda.
Lo sviluppo della vela Bermuda si pensa abbia avuto inizio con barche con vela longitudinali costruite da un Bermudiano di origine olandese nel XVII secolo. Gli olandesi furono influenzati dalle vele latine introdotte nei Paesi Bassi durante il dominio spagnolo. Col tempo ne modificarono il design, omettendo l'albero e disponendo il pennone obliquamente. Con questa modifica il pennone diventò un albero inclinato. Le vele montate con questo schema erano dette in inglese leg-of-mutton. Gli olandesi chiamarono bezaan jacht tale tipologia di veliero. Esso è visibile in un quadro che ritrae il re Carlo II d'Inghilterra in arrivo a Rotterdam nel 1660. Dopo aver navigato su tale veliero, Carlo ne rimase così impressionato che il suo successore designato, Guglielmo III d'Inghilterra, gliene regalò una copia cui Carlo dette il nome di Bezaan. Ma la vela era stata introdotta alle Bermuda alcune decade prima di tale avvenimento. Il capitano John Smith riportò che il capitano Nathaniel Butler, che fu governatore delle Bermuda dal 1619 al 1622, impiegò un costruttore di barche olandese appartenente ad un equipaggio di una fregata olandese, che raggiunse rapidamente una posizione dominante tra i costruttori di barche delle Bermuda (tra il rancore di molti dei suoi rivali, costretti a imitare i suoi progetti).

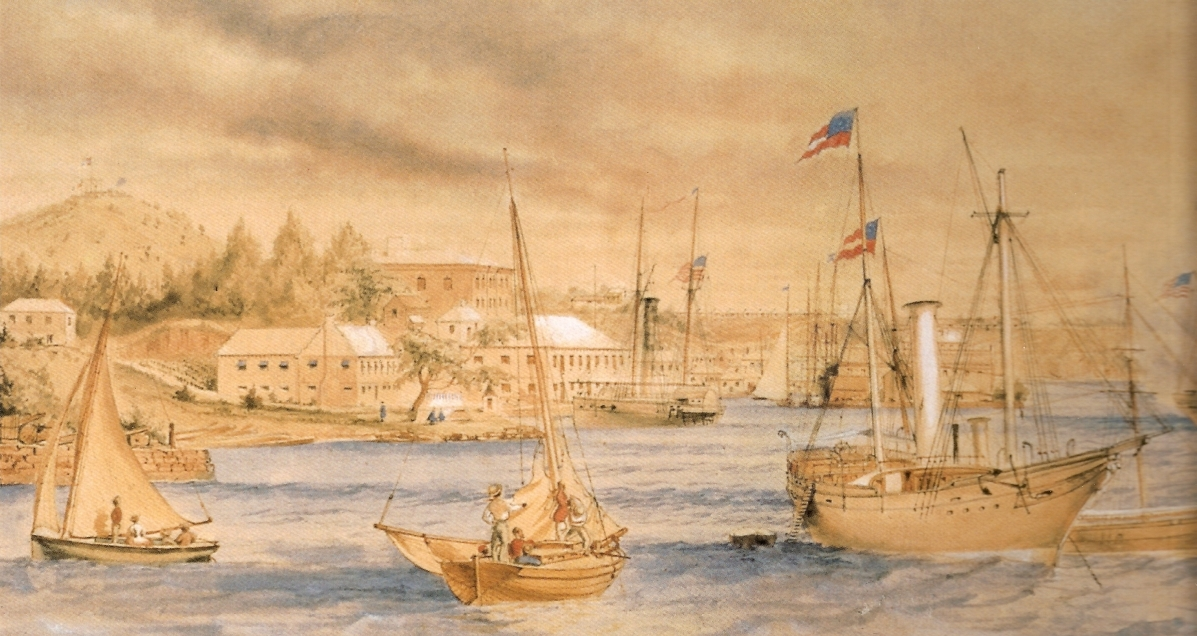
Porto di St. George (Bermuda), ca. 1864. Due barche a sinistra sono con vele bermuda, una con bompresso ed una senza.

Navi con simile armature veliche furono registrate nei Paesi Bassi durante il diciassettesimo secolo. Nel XIX secolo, il design di vascelli bermudiani ha in gran parte abbandonato l'uso di vele quadre secondarie e vele auriche in favore di rande triangolari e fiocchi. I vascelli leggeri costruiti in legno di cedro bermudiano erano largamente apprezzati per la loro agilità e velocità, specialmente in andature di bolina. Gli alti ed inclinati alberi, e i lunghi bompressi e boma, permettevano ai vascelli bermudiani di ogni dimensioni di dotarsi di vaste superficie veliche, nelle andature portanti con spinnaker e molteplici fiocchi, permettendo il raggiungimento di elevate velocità. Barche da carico di tipo bermudiano, principalmente piccoli sloop, erano operanti nelle acque dell'arcipelago nel XIX secolo, movimentando ogni tipo di merci e persone.
Nel XX secolo la vela bermudiana fu adottata quasi universalmente nelle piccole imbarcazione a vela, benché nel contempo ne furono attenuati i caratteri più estremi del design tradizionale, con alberi più bassi e verticali, boma più corti, eliminando i bompressi e riducendo le aree di velatura.